# Marc Azéma
Pour les articles homonymes, voir Azéma.
Marc Azéma, né le 9 mars 1967, est un chercheur archéologue spécialisé dans l'étude de l'art préhistorique, et un réalisateur de documentaires cinématographiques, spécialisé dans les nouvelles technologies de l'image (3D, reconstitutions virtuelles de vestiges archéologiques, animations, etc.)
Fusionnant ces deux spécialités, il fait remonter au Paléolithique l'histoire du cinéma en montrant les animations créées par les très fréquentes juxtapositions et superpositions de figures dans l'art des grottes et objets ornés préhistoriques.
Cette idée est présentée dans des films ayant reçu de nombreux prix.

## Biographie
Né[Où ?] le 9 mars 1967, Marc Azéma fait sa scolarité à Narbonne de 1970 à 1985.

### Études
Sa passion est de créer des images, particulièrement la bande dessinée. Il a suivi des études de Préhistoire « mais ce n'était pas du tout volontaire, ça s'est fait un peu en parallèle ». Il passe une maîtrise d'« Histoire de l'Art et d'Archéologie » à l'Université Paul-Valéry - Montpellier III . En 1989, il participe à la fouille archéologique du site gallo-romain du camp de César à Laudun (Gard).
Il obtient en 1990 une maîtrise « Études Cinématographiques » à l'Université Panthéon-Sorbonne - Paris I (1989-1990), puis en 1992 un D.U. « Conception et Réalisation Multimédia » à la Faculté de Lettres d'Aix-Marseille.
Après son D.U. il reste à la faculté d'Aix-Marseille (1990-2003), y redirigeant son cursus d'études vers l'archéologie. En 1991-1992 il participe aux fouilles dirigées par Jean Clottes à la grotte du Placard (Charente). Il étudie de 1995 à 1999 la grotte ornée d'Ebbou (Ardèche) et y fait des relevés d'art pariétal, sous la direction scientifique de Philippe Novel. Puis il s'intègre en 2001 à l'équipe scientifique chargée d'étudier la grotte Chauvet (Ardèche), sous la direction scientifique de Jean Clottes puis de Jean-Michel Geneste ; il l'étudie, y fait des relevés d'art pariétal et de l'archivage numérique, un travail qu'il continue après son doctorat en 2003. En 2002, il travaille aux fouilles du site néolithique de Shillourokambos à Chypre, dirigées par Jean Guilaine et où il revient régulièrement jusqu'en 2005,.
Il obtient en 2003 un doctorat en Préhistoire - archéologie, avec une thèse dont l'objet réunit ses deux branches d'étude - l'image en mouvement et la Préhistoire : « La représentation du mouvement dans l'art pariétal paléolithique de la France. Approche éthologique du bestiaire », pour laquelle il reçoit la mention « très honorable » avec félicitation du jury (Michel Barbaza, Robert Chenorkian, Jean Clottes, Jean-Michel Geneste, Francisco Javier Fortea Pérez).
Parallèlement, depuis 1992 il réalise des films documentaires sur le patrimoine, l'archéologie et les arts. En 2003, année de son doctorat, trois des documentaires qu'il a réalisés ont déjà été primés : Une maison romaine à Narbonne (réalisé en 1996, Prix du meilleur documentaire patrimoine aux Rencontres Thématiques Audiovisuelles Européennes de Narbonne, octobre 1999) ; Le Canal du Midi (réalisé en 1999, Prix du meilleur film touristique au Festival International du Film touristique de Chaudes-Aigues en 2000) ; et L'enfer retrouvé (réalisé en 2002, Prix du meilleur film pour son apport scientifique à ICRONOS, Festival International du Film Archéologique de Bordeaux, octobre 2002).

### Années post-doctorat
Marc Azéma est chercheur associé à l'Unité mixte de recherche TRACES (Travaux et recherches archéologiques sur les cultures, les espaces et les sociétés), U.M.R. 5608, CNRS - Université de Toulouse Le Mirail-Culture ; ainsi qu'au Centre Cartailhac pour la recherche et l'étude sur l'art préhistorique (CREAP). Il est toujours membre de l'équipe scientifique chargée d'étudier la grotte Chauvet en Ardèche, qu'il a intégrée en 2001.
De 2009 à 2012, il a dirigé l'étude de la grotte de Labaume-Latrone située dans le Gard en employant les techniques du scan 3D pour réaliser les relevés. Cela a permis de mettre en évidence des rapprochements techniques, stylistiques et thématiques avec l'art de la grotte Chauvet distante d'environ 70 km. Un charbon de bois récolté près des dessins a été daté en 2012 à 37 464 ans AP en âge calibré, ce qui fait de La Baume Latrone un des plus anciens sites d'art préhistorique d'Europe.
Ses travaux d'archéologie et de réalisation cinématographique restent pour l'essentiel intimement liés. Entre autres exemples, en 2007 il fait des relevés d'art pariétal dans l'abri du Colombier (Ardèche), où il réalise aussi deux vidéos sur la numérisation des gravures : l'une en 2008, la seconde en 2010.
En 2006 il est membre de l'association APA (architecture et patrimoine). Il est aussi le directeur de la collection livres/dvd chez Errance.
Il vit actuellement à Montpellier et Narbonne.

#### ARKAM et les RAN
Il est président de l'association ARKAM (patrimoine, histoire, archéologie et multimédia), qui organise depuis 2013 le vaste programme des Rencontres d'archéologie de la Narbonnaise (RAN). Directeur de ces Rencontres, Azéma a su mobiliser un certain nombre d'acteurs institutionnels dont la Communauté d'agglomération du Grand Narbonne qui, entre autres, met à disposition ses infrastructures (médiathèque et autres), et la Commission archéologique de Narbonne.

#### La numérisation en archéologie
Ses documentaires intègrent souvent des séquences en images de synthèse 3D. Il travaille activement au développement de la numérisation/modélisation 3D dans le contexte archéologique, une application pratiquement née en même temps qu'Azéma entamait sa vie active et au sujet de laquelle Robert Vergnieux (d'Archéovision, la plate-forme technologique 3D de l'Université de Bordeaux III, leader français en la matière) précise qu'en 2005 cette technique était encore très expérimentale quant à son application à l'archéologie. La technologie 3D peut être utilisée en archéologie pour le relevé très précis des objets et images (y compris l'enregistrement des volumes sur lesquels sont réalisés ces images, qui pour des peintures pariétales font souvent partie intégrante de l'œuvre tout autant que le trait ou la gravure faite par le créateur de cette œuvre), facilitant ainsi l'étude de ces œuvres. Elle peut aussi être utilisée dans la recherche pour la conservation préventive, dans la production de programmes destinés à la reproduction d'œuvres ou l'enregistrement virtuel très précis des sites destinés à être démolis ou recouverts, tels les sites découverts lors des fouilles préalables à la construction d'autoroutes ou d'autres structures.

## Une approche novatrice de l'art Paléolithique

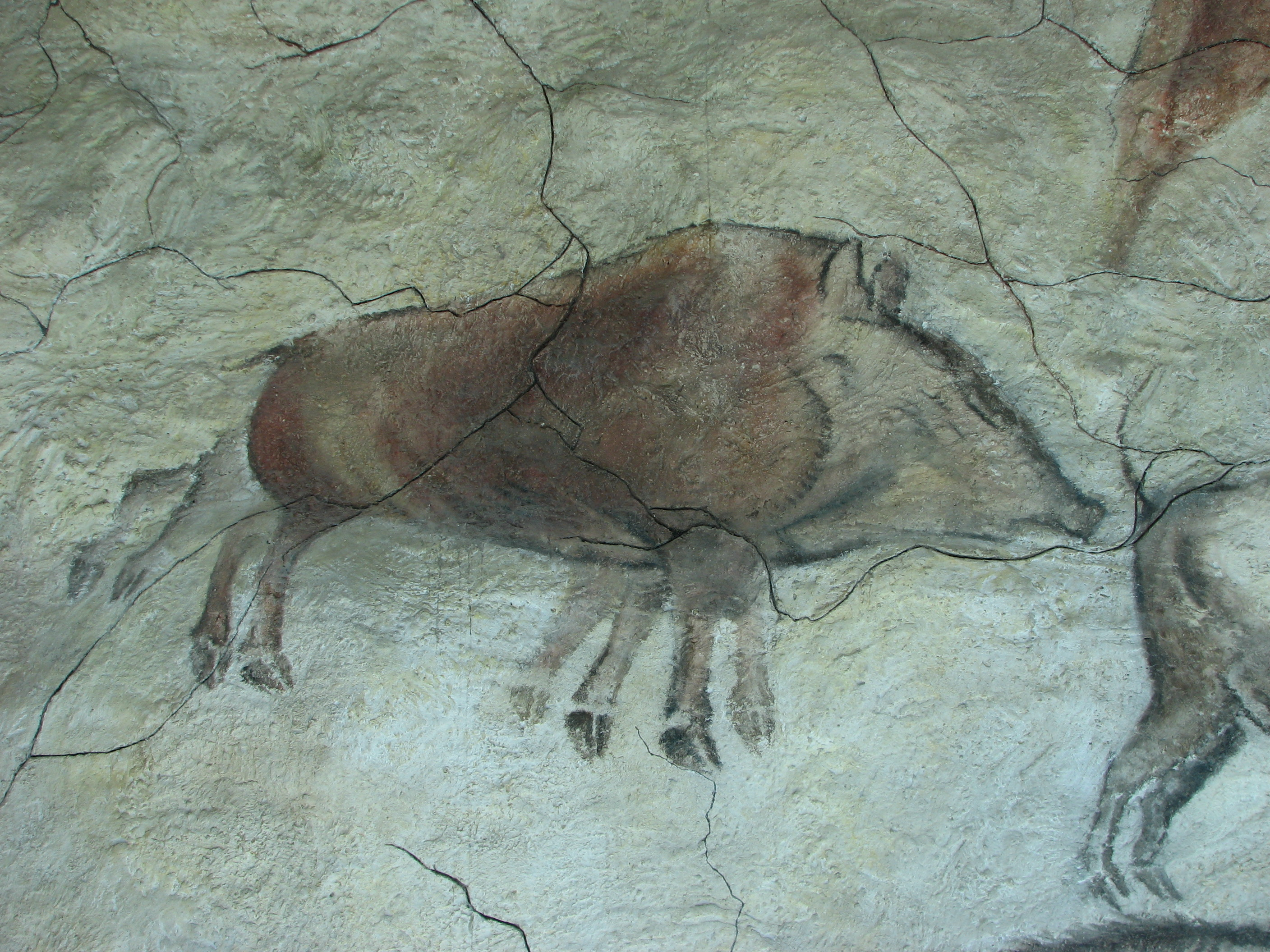
Sanglier à huit pattes, Altamira.

Pour Marc Azéma, les images de l'art Paléolithique ne sont pas seulement des descriptions mais des narrations : elles représentent des sujets animés, de la même façon que le font les images d'un film.
En effet, un grand nombre de figures animales de l'art Paléolithique sont représentées avec plus de pattes qu'elles n'en ont en réalité ; ou bien tout ou parties d'entre elles (têtes, avant-trains, queues...) sont superposées ou juxtaposées dans des positions légèrement différentes. Ces différentes images correspondent à des positions successives du même animal en mouvement.
Marc Azéma lie le fait, établi de longue date, que nombre d'œuvres pariétales utilisent les reliefs ou creux des parois supports ; et que la lumière tremblotante des flammes en mouvement, seul mode d'éclairage à l'époque, contribue à créer l'illusion du mouvement - notamment en faisant bouger les ombres données par les reliefs des parois de support des œuvres.
D'après Marc Azéma, environ 40 % des œuvres du Paléolithique tendent à créer l'illusion de mouvement.

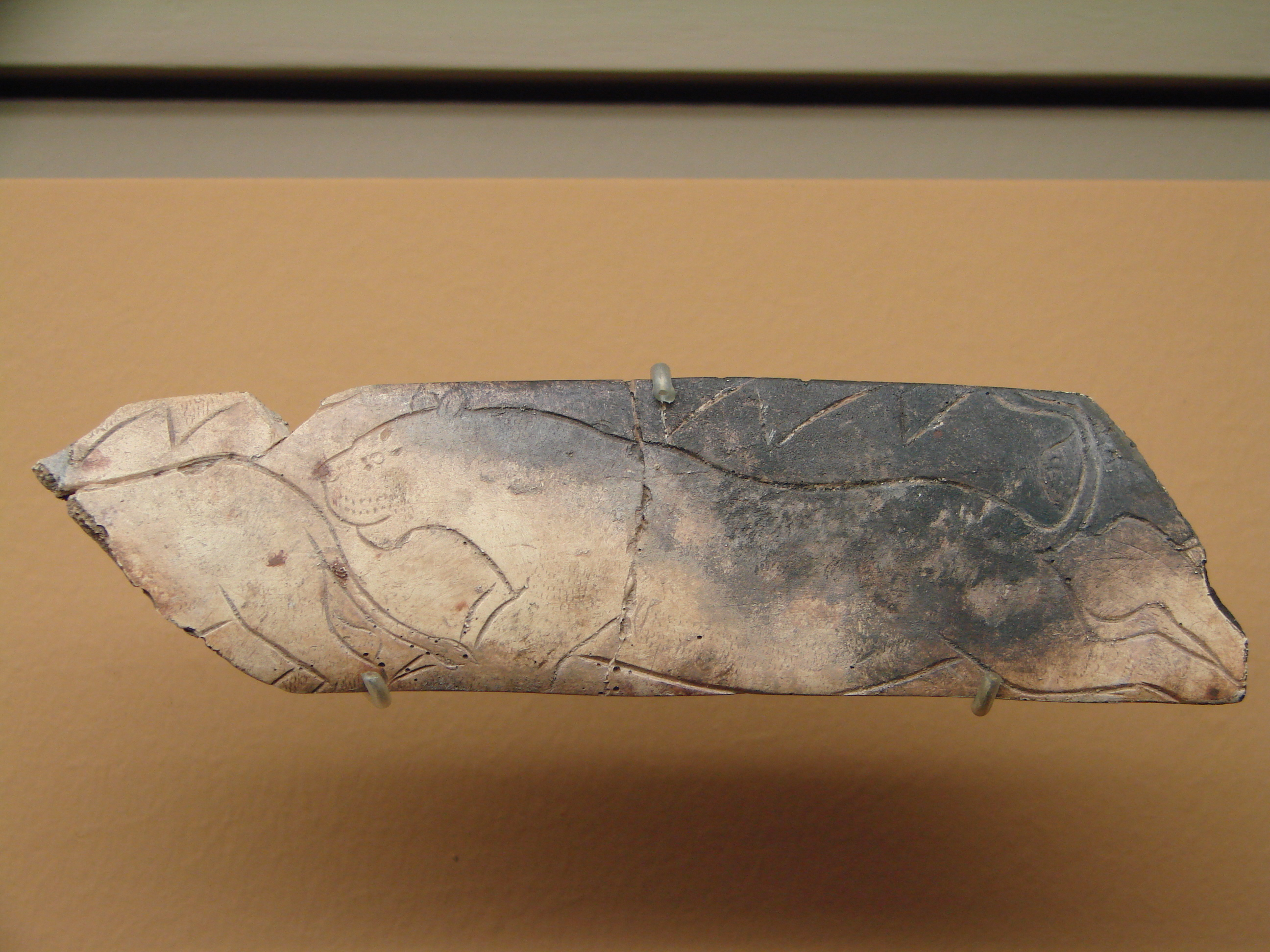
« Frise des lions »,
morceau central.
Grotte de la Vache (Ariège), Magdalénien.

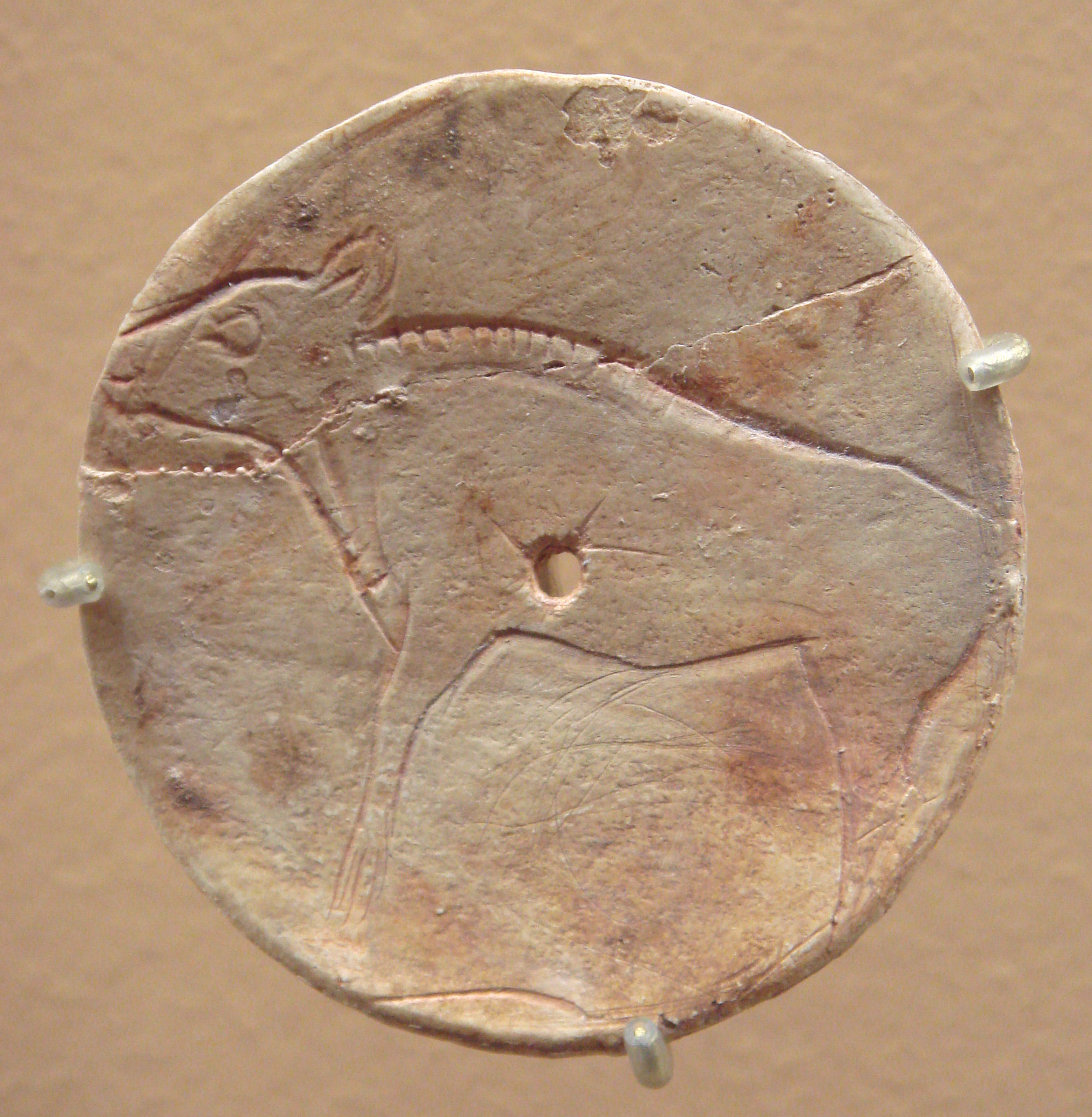
Thaumatrope possible : jeton percé gravé sur l'autre face de la même figure avec les pattes repliées.
Mas d'Azil, Ariège. Musée d'Archéologie nationale, Saint-Germain-en-Laye.

Cela se retrouve sur les peintures pariétales mais aussi sur du mobilier - comme la « frise des lions » gravée sur os de bovidé, trouvée dans la grotte de la Vache (Ariège), qui montre trois lions qui se suivent, tous dans les positions successives d'un lion courant.
Déjà en 1990, dans le cadre de son DEA et en préparation de sa thèse de doctorat, il réalise la première version de ce qui va devenir une partie de son DVD Quand Homo Sapiens faisait son cinéma, accompagnant son livre La Préhistoire du cinéma. En 1990, il ne s'agit que d'une courte vidéo montrant plusieurs animations de figures en mouvement, la motion étant représentée à l'aide de successions ou juxtapositions d'images. Les figures animées sont tirées de Lascaux (Dordogne), de la grotte des Trois-Frères (Ariège), de la grotte Chauvet, de Foz Coa (Portugal) et de la grotte de la Vache (Ariège).
Sur le même principe, des rondelles percées du Paléolithique supérieur, gravés sur les deux faces, sont de probables thaumatropes - ces objets exploitant le phénomène de persistance rétinienne qui fait associer deux images séparées. Cette idée lui est suggérée en 2007 par Florent Rivère, spécialisé dans la fabrication de copies d'objets préhistoriques en respectant les savoir-faire de l'époque. Ces rondelles sont souvent interprétées comme des boutons, mais dans ce cas, pourquoi les graver sur les deux côtés ? Pour Florent Rivière, il s'agirait de possibles thaumatropes. Il fabrique donc le fac-similé d'une rondelle perforée, trouvée au XIXe siècle à Laugerie-Basse, représentant d'un côté une biche debout, et de l'autre une biche avec les jambes repliées, afin de tester l'animation de l'objet. Florent Rivère a contribué à l'élaboration de la 3e partie du livre d'Azéma La Préhistoire du cinéma,.
Cette hypothèse a été extrêmement bien accueillie par le public, qui l'a sanctionnée en montrant son approbation avec deux Prix du public pour la vidéo Quand Homo Sapiens faisait son cinéma en 2016.
Des expositions sur ce thème ont été réalisées, parmi lesquelles en avril-novembre 2008 au musée régional de Préhistoire d'Orgnac (Ardèche), en avril-novembre 2009 au Centre de préhistoire du Pech Merle de Cabrerets (Lot), et en mai-novembre 2011 au Parc pyrénéen de l'art préhistorique de Tarascon sur Ariège.
Sa thèse complémente celle de Jean Clottes (qui a préfacé son livre La préhistoire du cinéma) et de David Lewis-Williams selon qui l'art pariétal préhistorique est la trace des voyages chamaniques des hommes préhistoriques.

### Prédécesseurs
L'hypothèse n'est pas nouvelle et M. Azéma a eu divers prédécesseurs :
- Paul Léglise écrit Une œuvre de pré-cinéma : L'Énéide, essai d'analyse filmique du premier chant (1958)[32].

- Germaine Prudhommeau (1956) note à propos de la frise des têtes de cerfs de Lascaux que « si l'on y applique le procédé de synthèse cinématographique, on voit l'animal donner des grands coups de tête en avant »[33].

- L'allégorie de la caverne de Platon (La République), à propos de laquelle Paul Valéry dit en 1939 : « Qu'est-ce que la fameuse caverne de Platon, si ce n'est déjà une chambre noire »[34], trouve son extension dans le dialogue Timée, supposé avoir eu lieu le lendemain du jour de La République : Socrate y énonce les principes de base de la Cité idéale selon lui, et exprime le souhait que cette Cité soit "mise en mouvement" : "kinouména", une forme du mot kinéma[35].

- Roger Leenhardt (1945) parle dans Naissance du cinéma des frises des Panathénées sur le Parthénon[36]. Marie-Thérèse Poncet dit de la tapisserie de Bayeux qu'elle est « le premier film hors série, unique en son genre »[37].

- Mario Ruspoli, dans son film l'Art au monde des ténèbres (1981) sur Lascaux suivi d'un livre en 1986 préfacé par Yves Coppens, montre l'utilisation de la lumière mouvante des torches pour suggérer le mouvement[29].

- D'après Paillet (1996), quand Azéma prend comme thème la décomposition du mouvement (de même que d'autres), il « renoue fermement et résolument avec la tradition naturaliste »[38].

### Son et image?
Suivant une constante de l'art mural préhistorique, la plus grande concentration de peintures se trouve aux endroits dotés du maximum d'échos sonores. Certaines niches ou recoins de grottes, dont les échos de sons choisis peuvent rappeler les cris d'animaux (meuglement du bison, hennissement du cheval...), sont particulièrement décorés ; par exemple, une niche de la Grande grotte d'Arcy, entourée de stalactites porteuses de points rouges, est signalée par les peintures d'un bison et d'un rhinocéros sur le mur lui faisant face. Ces points rouges semblent être des indicateurs de repérage du maximum d'échos.
Cette association des points rouges avec les endroits recueillant le maximum d'échos est particulièrement évidente à la grotte d'Oxocelhaya et se rencontre dans d'autres locations étudiées (Portel, Labastide, Grande grotte d'Arcy...). La concordance sons/images est de 80% à 90% dans la plupart des cas, parfois de 100%.
Cette concordance va un pas plus loin : dans plusieurs grottes ornées (Rouffignac, etc), si on se dirige par le meilleur écho on arrive à des peintures.

### Narration graphique
Marc Azéma démontre la capacité de l'homme préhistorique à animer ses images de différentes manières, en anticipant ainsi le concept de cinématographie. Il met aussi en avant l'aspect de « récit graphique » ou narration graphique, avec une forte dimension naturaliste, des représentations hétérogènes et une grande finesse dans la représentation du mouvement - la maîtrise de ce dernier point étant directement tirée de l'observation attentive de la nature. Certaines de ces images ont été associées sur les parois, constituant alors des séquences d'actes individuels ou collectifs, une sorte de proto-bande dessinée. L'homme, très tôt, a pris conscience des propriétés narratives de l'image figurative et a su les employer tout au long de la préhistoire et de notre histoire de l'art,.

## Publications

### Publications écrites
- [2003] La représentation du mouvement dans l'art pariétal paléolithique de la France : approche éthologique du bestiaire (thèse de doctorat en Préhistoire, archéologie, histoire et civilisations de l'Antiquité et Moyen-Âge (dir. Robert Chenorkian) ; 2 parties, 3 vol.), 2003 (présentation en ligne).
- [2005] « Les origines préhistoriques de la bande dessinée et du dessin animé », Science et Vie,‎ 2005.
- [Gély & Azéma 2005] Bernard Gély et Marc Azéma, « Les mammouths de la grotte Chauvet », dans « Arts rupestres » : Les Cahiers de la grotte Chauvet, Paris, Seuil, 2005.
- [Clottes & Azéma 2005] Jean Clottes et Marc Azéma, « Les images de félins de la grotte Chauvet », Bull. Société Préhistorique Française « Recherches pluridisciplinaires dans la grotte Chauvet : Actes de la séance de la Société Préhistorique Française, 11 et 12 octobre 2003, Lyon »,‎ 2005, p. 173-182 (lire en ligne [sur persee]).
- [Clottes & Azéma 2005] Jean Clottes et Marc Azéma, Les Félins de la grotte Chauvet, Paris, Éd. Du Seuil, 2005, 126 p..
- [2006] « La représentation du mouvement au Paléolithique supérieur. Apport du comparatisme éthographique à l'interprétation de l'art pariétal », Bulletin de la Société préhistorique française, vol. 103, no 3,‎ 2006, p. 479-505 (lire en ligne, consulté le 17 mai 2018).
- [Azéma & Clottes 2008] Marc Azéma et Jean Clottes, « Traces de doigts et dessins dans la grotte Chauvet (salle du fond) », Inora, no 52,‎ 2008 (lire en ligne [sur icomos.org]).
- [2009] « L'apport des images de synthèse 3D à l'archéologie. Shilourokambis reconstitué », dans De Méditerranée et d'ailleurs… (mélanges offerts à Jean Guilaine), Toulouse, 2009 (ISBN 978-2-35842-001-3).
- [2009] L'art des cavernes en action, t. 1 : Les animaux modèles : aspect, locomotion, comportement (livre + DVD), Errance, coll. « Hespérides », 2009, 222 p. (présentation en ligne).
- [Fritz, Azéma et al. 2009] Carole Fritz, Marc Azéma, Gilles Tosello et Olivier Moreau, « Grotte de Marsoulas : des fresques de 15000 ans restaurées virtuellement », Archéologia, no 464,‎ mars 2009, p. 22-31 (lire en ligne [sur lrmh.fr], consulté le 20 janvier 2021).
- [2010] L'Art des cavernes en action, t. 2 : Les animaux figurés : animation et mouvement, l'illusion de la vie (livre + DVD), Errance, coll. « Hespérides », 2010, 470 p. (présentation en ligne).
- [Azéma, Gély & Prudhomme 2010] Marc Azéma, Bernard Gély et Françoise Prudhomme, « Relevé 3D de gravures fines paléolithiques dans l'abri du Colombier (gorges de l'Ardèche) », In Situ, Société ATM3D, no 13,‎ 2010 (lire en ligne [sur journals.openedition.org], consulté le 18 mai 2018).
- [2010] « Restauration virtuelle de l'art pariétal paléolithique : le cas de la grotte de Marsoulas », In Situ, no 13,‎ 2010 (lire en ligne [sur journals.openedition.org], consulté le 18 mai 2018).
- [Azéma, Gély & Lhomme 2010] Marc Azéma, Bernard Gély et David Lhomme, « La grotte ornée paléolithique de la Baume-Latrone (France, Gard) : la 3D remonte le temps… », Pré-actes du Congrès de l'IFRAO « L'Art Pléistocène dans le monde »,‎ 2010 (lire en ligne [PDF] sur creap.fr, consulté le 20 janvier 2021).
- [Azéma 2011] Marc Azéma (préf. Jean Clottes et Bertrand Tavernier), La Préhistoire du cinéma : Origines paléolithiques de la narration graphique et du cinématographe (livre + DVD), Arles, Errance, 2011 (réimpr. 2015), 302 p. (ISBN 978-2-87772-557-6 et 2-87772-557-X). Ce livre est accompagné d'une DVD réalisée par Marc Azéma, Quand Homo Sapiens faisait son cinéma.

- [Azéma & Rivère 2012] Marc Azéma et Florent Rivère, « L'animation dans l'art paléolithique : observations récentes », dans Jean Clottes (dir.), L'art pléistocène dans le monde – Symposium « Art pléistocène en Europe », Tarascon-sur-Ariège, Actes du Congrès IFRAO, septembre 2010, 2012 (lire en ligne [PDF] sur blogs.univ-tlse2.fr).
- [Azéma et al. 2012] Marc Azéma, Bernard Gély, Raphaëlle Bourrillon et David Lhomme, « La grotte ornée paléolithique de Baume Latrone (France, Gard) : la 3D remonte le temps », dans Jean Clottes (dir.), L'art pléistocène dans le monde, Actes du Congrès IFRAO, Tarascon-sur-Ariège, septembre 2010 – Symposium « Application des techniques forensiques aux recherches sur l'art pléistocène », Société Préhistorique Ariège-Pyrénées, LXV-LXVI, coll. « Préhistoire, Art et Sociétés » (no spécial), 2012, 1221-1238 p. (lire en ligne [PDF] sur blogs.univ-tlse2.fr).
- [Azéma et al. 2013] Marc Azéma (coord.) et al., « Les arts rupestres. Des récits millénaires », Dossiers d'Archéologie, no 358,‎ 2013, p. 46-51 (présentation en ligne).
  - [Fritz, Barbaza, Azéma et al. 2013] Carole Fritz, Tilman Lenssen-Erz, G. Sauvet, Michel Barbaza, Esther López Montalvo, Gilles Tosello et Marc Azéma, « L'expression narrative dans les arts rupestres : approches théoriques », Dossiers d'Archéologie, no 358,‎ 2013, p. 38-45 (résumé). Dans M. Azéma (coord.), Les arts rupestres. Des récits millénaires.

- [Azéma & Golvin 2014] Marc Azéma et Jean-Claude Golvin, « La restitution aujourd'hui », Dossiers d'Archéologie, no 361 « Revivre le passé. La restitution de monuments et sites archéologiques »,‎ janvier/février 2014, p. 2-5 (présentation en ligne).
- [Azéma et al. 2014] Marc Azéma, Jean-Claude Golvin, Bettina Rautenberg-Célié, Marc Célié, Jean-Yves Breuil et Paul Dormont, « De deux à trois dimensions. La restitution de Nîmes antique », Dossiers d'Archéologie, no 361 « Revivre le passé. La restitution de monuments et sites archéologiques »,‎ janvier/février 2014, p. 68-71 (présentation en ligne).
- [Azéma et al. 2014] Marc Azéma, Raphaëlle Bourrillon, David Lhomme, Bernard Gély, Josep Blasco, Javier Fernandez, Fernando Cotino et José Luis Lerma, « Restitution 3D d'une grotte ornée: La Baume-Latrone », Dossiers d'Archéologie, no 361 « Revivre le passé. La restitution de monuments et sites archéologiques »,‎ janvier/février 2014, p. 26-29 (présentation en ligne).
- [2014] « Blake et Mortimer et la chambre d'Horus. Archéologie, BD et 3D », Dossiers d'Archéologie, no 361 « Revivre le passé. La restitution de monuments et sites archéologiques »,‎ janvier/février 2014, p. 76-79 (présentation en ligne).
- [Azéma & Pigeaud 2014] Marc Azéma et Romain Pigeaud, « La restitution au service de la télévision et du cinéma », Dossiers d'Archéologie, no 361 « Revivre le passé. La restitution de monuments et sites archéologiques »,‎ janvier/février 2014, p. 86-89 (présentation en ligne).
- [Azéma & Brazier 2016] Marc Azéma et Laurent Brasier (préf. Jean Guilaine), Le Beau Livre de la préhistoire : De Toumaï à Lascaux 4, Dunod, 2016, 400 p. (ISBN 978-2-10-073079-7, présentation en ligne).
- [2019] La grotte Chauvet-Pont-d'Arc, éd. Jean-Paul Gisserot, coll. « Préhistoire », 2019, 32 p. (ISBN 978-2-7558-0844-5).

### Filmographie

#### Œuvres non primées
- (1990) Des cinémas durant la préhistoire ? de Marc  Azéma, 1 min 45 s [voir en ligne].

Courte vidéo de cinq animations montrant les mouvements représentés par des successions ou juxtapositions d'images : Lascaux, mouvement de tête d'un cheval galopant (15 s - 30 s) ; Les Trois Frères, bovidé remuant la queue (31 s - 42 s) ; Chauvet, bovidé courant (43 s - 53 s) ; Foz Coa, cheval encensant de la tête (53 s - 1 min 10 s) ; La Vache : lion courant de la « frise des lions » (1 min 20 s - 1 min 38 s).
- (2006) Marsoulas, la grotte oubliée, de Passé Simple, France 3, CNRS Images, Ministère de la Culture/DAPA et DRAC Midi-Pyrénées (prod.) et de Marc  Azéma (réal.), 2006, 26 min [présentation en ligne] : lien vers la bande annonce (3 min 51 s).

Ce DVD accompagne le livre de Carole Fritz et Gilles Tosello, Marsoulas. Renaissance d'une grotte ornée, Paris, Errance, 2010, 56 p.
- (2007) Corse, beauté antique, de Stella Productions, Passé Simple, France 3 Corse et CTC (prod.) et de Marc  Azéma (réal.), 2007, 52 min [présentation en ligne] : lien vers la bande annonce (3 min 49 s)[45].

- (2008) Numérisation 3D d'une gravure rupestre dans l'abri du Colombier de Marc  Azéma, 2008, 5 min 43 s [voir en ligne].

Cette numérisation, filmée par Marc Azéma, a été réalisée dans le cadre de son exposition « Préhistoire de la bande dessinée et du dessin animé » du 15 mai au 15 novembre 2008 au musée d'Orgnac (aven d'Orgnac, Ardèche).
- (2008) Chypre, au berceau d'Aphrodite, de Passé Simple, CNRS Images et RYK (prod.) et de Marc  Azéma (réal.), 2008, 52 min.

- (2009) Les cathédrales du désert, la Corse au Moyen Âge, de Passé Simple, Stella Productions, France 3 et CTC (prod.) et de Marc  Azéma (réal.), 2009 [présentation en ligne] : lien vers la bande annonce (4 min 40 s).

- (2009) Réalisation du panneau des chevaux de la grotte Chauvet, de Passé Simple (prod.) et de Marc Azéma et Gilles Tosello (réal.), 2009, 5 min [présentation en ligne] : lien vers la bande annonce (0 min 43 s).

Cette vidéo est projetée sur une paroi rocheuse restituant les reliefs du support original.
- (2009) Du point à la forme, de Passé Simple (prod.) et de Marc Azéma et Gilles Tosello (réal.), 2009 [présentation en ligne] : lien vers la bande annonce (0 min 35 s).

Réalisé pour l'exposition "L'art des origines, origine de l'art" (Parc de la préhistoire de Tarascon-sur-Ariège 2009-2011).
- (2010 ?) Restitution 3D et restauration virtuelle de la grotte de Marsoulas (Haute-Garonne), de Passé Simple (prod.) et de Marc  Azéma (réal.), 2010 [présentation en ligne] : lien vers la bande annonce (0 min 55 s). Infographistes : Gilles Tosello et Olivier Moreau.

- (2011) À la recherche des arches perdues du pont de Sommières, de Passé Simple, Ville de Sommières et DRAC Languedoc-Roussillon (prod.) et de Marc Azéma et Sophie Aspord-Mercier (réal.), 2011 [présentation en ligne] : lien vers la bande annonce (3 min 06 s).

- (2011) L'expérience Dabous, de Passé Simple (prod.) et de Marc  Azéma (réal.), 2011, 80 min[46].

Échanges avec Jean Clottes et Yanik Le Guillou sur leur expérience au Niger.
- (2011) La restauration de la Maison Carrée à Nîmes, de Passé Simple et Ville de Nîmes (prod.) et de Marc Azéma et Stéphane Kowalczyk (réal.), 2011, 13 min [voir en ligne].

- (2012) Le mystérieux galet d'Étiolles, de Passé Simple, ARPE Essonne, Conseil Général de l'Essonne (prod.) et de Marc  Azéma (réal.) [présentation en ligne] : lien vers la bande annonce (1 min 14 s).

- (2013) 35 000 BP, de Passé Simple, Université de New York, CNRS (prod.) et de Marc  Azéma (réal.), musée de Préhistoire d'Île-de-France (Nemours), 2013, 23 min [présentation en ligne] : lien vers la bande annonce (3 min 34 s).

Découverte « en live » du fragment d'une paroi décorée il y a près de 37 000 ans (Aurignacien).
- (2015) L'énigme de la grotte des Fées, de Passé simple (prod.) et de Marc  Azéma (réal.), 2015, 52 min [présentation en ligne] : lien vers la bande annonce (4 min 02 s)[47].

Film sur l'un des hypogées de Fontvieille. Accompagne le livre de Jean Guilaine, Les hypogées protohistoriques de la Méditerranée (livre + DVD), Errance, 2015, 336 p. (ISBN 978-2-87772-544-6).
- (2015) Dans les yeux de Cro-Magnon, de Passé simple et le Conseil départemental de l'Ariège (prod.) et de Marc  Azéma (réal.), 2015, 8 min : Commande du musée du Parc de la préhistoire de Tarascon[48].

Une jeune femme préhistorique se déplace dans une grotte imaginaire où se succèdent galeries et chefs-d'œuvre de l'art préhistorique européen (Chauvet, Lascaux, Niaux, El Castillo, Pech Merle, Cougnac, Foz Coa…). Par moments, les figures sur les parois s'animent à la lueur de la torche.
- (2017) La guerre de Kirby (KAW), de France 3 Grand Est, Passé Simple et Metaluna productions (prod.) et de Marc Azéma et Jean Depelley (réal.), 2017, 52 min [présentation en ligne] : lien vers la bande annonce (1 min 17 s).

- (2017) Dater l'art des origines, de Passé Simple, IRAMAT (CNRS - Université Bordeaux-Montaigne - Bordeaux III) et Région Aquitaine (prod.) et de Marc  Azéma (réal.), 2017, 3 versions : 13 min, 26 min, 52 min [présentation en ligne].

Produit d'une commande d'un laboratoire de Bordeaux sur la datation à l'uranium-thorium et la luminescence, la version courte durée est passée en continu sous le porche d'entrée de la grotte de Rouffignac.
- (2018) Passages, de Passé Simple, Inrap et viàOccitanie (prod.) et de Marc Azéma et Stéphane Kowalczyk (réal.), 2018, 52 min [présentation en ligne] : lien vers la bande annonce (8 min 12 s).

Les découvertes archéologiques de l'équipe d'archéologie préventive avant la construction en 2017 de la ligne de TGV entre Nîmes et Montpellier et le déplacement de 15 km d'autoroute.
- (2019) L'odyssée de la Jeanne Elisabeth, de viàOccitanie, Passé Simple et France THM productions (prod) et Marc Azéma (real), avec la voix de Jean-Claude Carrière, 20202019, 52 min

- (2020) Jack Kirby, le super-héros du DDay, de France 3 Normandie, Passé Simple (prod.) et de Marc Azéma (réal.), scénario de Jean Depeley, 52 min.

- (2020) Narbo Martius la fille de Rome, de France 3 Occitanie, Passé Simple et France THM productions (prod) (prod.) et de Marc Azéma (réal.), 2020, 52 min : avec la voix d'Olivia Ruiz.

- Un imaginaire qui voyage, de Passé Simple, Conseil Général de l'Ariège, et Parc de la Préhistoire de Tarascon-sur-Ariège (prod.) et de Marc Azéma et Gilles Tosello (réal.).

Ce film est projeté dans l'exposition « L'art des Origines, Origine de l'Art ? » au Parc de la Préhistoire de Tarascon-sur-Ariège.

#### Œuvres primées
- (1996) Une maison romaine à Narbonne, de Sprint Vidéo Production, France 3, Région Languedoc-Roussillon, DRAC Languedoc-Roussillon (prod.) et de Marc  Azéma (réal.), 1996, 26 min [présentation en ligne] : lien vers la bande annonce (4 min 48 s).
  - octobre 1999 : Prix du meilleur documentaire patrimoine aux Rencontres Thématiques Audiovisuelles Européennes de Narbonne[6]

- (1999) Le Canal du Midi, de Sprint Vidéo Production et Éditions Loubatières (prod.) et de Marc  Azéma (réal.), 1999, 52 min [voir en ligne].
  - 2000 : Prix du meilleur film touristique au Festival International du Film touristique de Chaudes-Aigues[3]

- (1999) Amphoralis, le secret des potiers gallo-romains de Marc  Azéma, 1999, 26 min. 
Présentation du grand centre de poterie à Sallèles-d'Aude et de la construction à l'identique et l'essai d'un four à poterie.
  - 1999 : Prix du Public au Festival international du film d'archéologie de Nyon
  - 1999 : Prix du meilleur film à petit budget au Festival international du film d'archéologie de Nyon[49]

- (2002) L'enfer retrouvé (restauration du retable de la cathédrale de Narbonne), de Sprint Vidéo Production, Région Languedoc-Roussillon, DRAC Languedoc-Roussillon, Ville de Narbonne (prod.) et de Marc  Azéma (réal.), 2002, 52 min 07 s [voir en ligne].
  - octobre 2002 : Prix du meilleur film pour son apport scientifique à ICRONOS, Festival International du Film Archéologique de Bordeaux[3]

- (2005) Aux origines de la Corse, de ISI Production, Passé Simple, France 3 et CTC, 2005, 52 min [présentation en ligne] : lien vers la bande annonce (7 min)
  - 2008 : 2e prix au Festival international du film d'archéologie d'Amiens[50]

- (2008) Jean Clottes, le globe trotter de l'art rupestre, 2008, 26 min [présentation en ligne] : lien vers la bande annonce (3 min 34 s). Ce DVD accompagne le livre de F. Leandri et C. Gilabert, Monte Revincu (Santo-Pietro-di-Tenda, Haute-Corse) : aux origines du mégalithisme en Méditerranée (livre + DVD), Paris, Errance, 2012, 132 p.
  - 2010 : Prix du meilleur court-métrage au Festival international du film d'archéologie d'Amiens[51]

- (2015) Quand Homo Sapiens faisait son cinéma, de Passé Simple, Arte France, MC4, ZED (prod.) et de Pascal Cuissot et Marc Azéma (réal.), 2015, 52 min [présentation en ligne] : lien vers la bande annonce (1 min 03 s). 
Ce DVD accompagne son livre La Préhistoire du cinéma, lauréat du Prix du livre d'histoire du cinéma.
  - mars 2016 : Prix du jury au treizième Festival du film d'archéologie d'Amiens[52],[53]
  - 2016 : Prix du Public au Festival International du film d'Archéologie de Rovereto (Italie)[53]
  - 2016 : Prix du Public 2016 au Festival du Film d'Archéologie de Clermont-Ferrand[53]
  - 2016 : 5 prix au Festival the Archaeology Channel, Eugene (Oregon, États-Unis) :

Prix du Jury, et quatre mentions spéciales : pour la valeur éducative du film, pour l'utilisation de l'image, pour l'imagination dans l'interprétation de l'art rupestre du paléolithique et l'animation, pour l'inspiration.
- - octobre 2016 : Prix du meilleur film de patrimoine au Festival Arkhaios (Caroline du Sud, États-Unis)[54]
  - 2017 : Prix spécial du Jury au Festival International du Film d'Archéologie de Nyon (2017)